# Melete (género)
Melete es un género de mariposas de la familia Pieridae.

## Descripción
Especie tipo por designación original Pieris limnoria Godart, 1819.

## Diversidad
Existen 6 especies reconocidas en el género, todas ellas tienen distribución neotropical.

## Especies
- Melete calymnia (Felder, C & R Felder, 1862)
- Melete leucadia (Felder, C & R Felder, 1862)
- Melete leucanthe (Felder, C & R Felder, 1861)
- Melete lycimnia (Cramer, 1777)
- Melete polyhymnia (Felder, C & R Felder, 1865)
- Melete salacia (Godart, 1819)

## Plantas hospederas
Las especies del género Melete se alimentan de plantas de las familias Verbenaceae, Santalaceae, Loranthaceae. Las plantas hospederas reportadas incluyen los géneros Petitia, Phoradendron, Phthirusa, Struthanthus.